# خورخه مرینو
خورخه مرینو (انگلیسی: Jorge Merino؛ زادهٔ ۱۰ ژوئن ۱۹۹۱) بازیکن فوتبال اهل اسپانیا است.
از باشگاه‌هایی که در آن بازی کرده‌است می‌توان به باشگاه فوتبال رکریتیوو اوئلوا اشاره کرد.